# Vela (satellit)
Vela var ett amerikanskt satellitprogram som skulle övervaka efterlevnaden av det partiella provstoppsavtalet från 1963. Satelliterna byggdes av TRW Inc. och sändes ut i rymden i en nästan cirkulär bana ovanför Van Allen-bältena från John F. Kennedy Space Center.
Det började som ett lågkostnadsprojekt som vidareutvecklades vid Los Alamos National Laboratory till projektet Vela Hotel. Satelliterna försågs med sensorer för röntgen- neutron- och gammastrålning och sändes ut parvis. De beräknades ha en livstid på sex månader men fungerade i fem år innan de deaktiverades. Satelliterna numreras ibland parvis efter uppskjutning,  som till exempel Vela 1A och 1B för satellit 1 och 2.

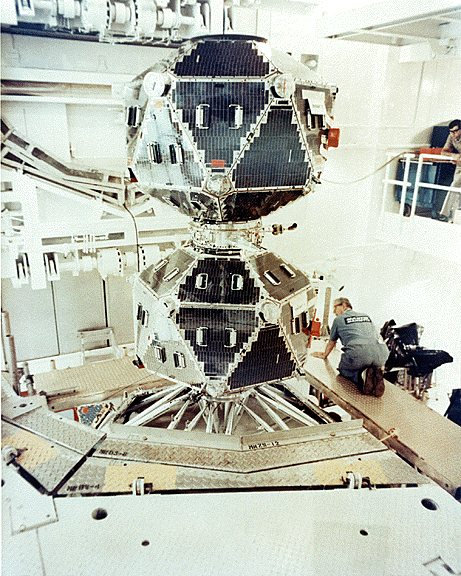
Vela 5A och 5B före uppskjutning.

De första satelliterna vägde 150 kilogram och sköts upp den 17 oktober 1963 med hjälp av en Atlas-raket. Ytterligare två uppskjutningar skedde år 1964 och 1965. 
Velasatelliterna utvecklades successivt och försågs med fler instrument som bland annat kunde upptäcka kärnvapenprov i både yttre rymden och i atmosfären.  De större satelliterna vägde cirka 260 kilogram och hade solpaneler med en effekt på 150 W. De sköts upp med hjälp av en Titan-raket och beräknades ha en livslängd på 18 månader, som senare förlängdes till tio år. De tre sista satelliterna stängdes ner år 1985. Övervakningen av provstoppsavtalet har övertagits av andra satelliter.